# Kirk Penney
Pour les articles homonymes, voir Penney.
Kirk Penney né le 23 novembre 1980 à North Shore, est un joueur néo-zélandais de basket-ball, évoluant au poste d'arrière.

## Biographie
Il porte pour la première fois le maillot des Tall Blacks, surnom des joueurs de l'équipe de Nouvelle-Zélande en 1999. Dès l'année suivante, il participe à ses premiers jeux olympiques, lors des jeux olympiques de Sydney, compétition où les Néo-Zélandais terminent onzième sur douze avec une seule victoire face à l'Angola. Lors de ces jeux, il inscrit 6,5 points, capte 1,2 rebond et délivre 0,5 passe décisive. Il réalise sa meilleure performance du tournoi lors du match de classement face à l'Angola en marquant 17 points en seulement 19 minutes, dont 3 sur 5 à 3 points et 4 sur 4 aux lancers francs.
L'année suivante, il remporte le Championnat d'Océanie, compétition où les Néo-zélandais battent les Australiens 85–78, 79–81 (après prolongations) et 89–78. Cette victoire qualifie la Nouvelle-Zélande pour les championnats du monde disputés à Indianapolis. Les Tal Blacks, bien conduit par Pero Cameron, qui sera élu dans le meilleur cinq de la compétition, terminent à la quatrième place. Pour atteindre cette place, les joueurs néo-zélandais éliminent Porto Rico en quart de finale puis s'inclinent 89 à 78 en demi-finale face à la Yougoslavie. Les statistiques de Kirk Penney sont de 16,9 points, deuxième marqueur de son équipe, 3,6 rebonds et 2 passes.
Malgré une deuxième place lors du Championnat d'Océanie 2003, il dispute ses deuxième jeux olympiques lors des jeux olympiques d'Athènes, l'Océanie se voyant octroyer deux places pour le tournoi masculin. après un premier tour ponctué de quatre défaites pour une seule victoire, face à la Serbie-et-Monténégro, les Néo-zélandais terminent à la dixième place de la compétition à la suite d'une défaite en match de classement face à l'Australie. Avec 20 points comme meilleure performance, Kirk Penney présente des statistiques de 11,3 points, 2,8 rebonds et 0,3 passe décisive.
En perte de réussite, 5 sur 17 à trois points sur les trois rencontres de l'édition 2005 du Championnat d'Océanie, il ne présente que 6,3 points dans cette compétition où les Néo-zélandais s'inclinent de nouveau face aux Australiens. Ces deux équipes participent au mondial 2006 disputé au Japon. La Nouvelle-Zélande termine à la quatrième place du groupe B lors du premier tour, ce qui lui permet de disputer les huitièmes de finale. elle s'incline lors de ce tour face à l'Argentine sur le score de 79 à 62. Lors de ce tournoi, Penney termine meilleur marqueur de son équipe avec 13,7 points, auxquels il ajoute 2,3 rebonds et 0,7 passe décisive.
La victoire de l'Australie lors du Championnat d'Océanie 2007, où Penney est le meilleur marqueur de la compétition avec 16,3 points, prive les Néo-zélandais des jeux olympiques de Pékin. En 2009, la Nouvelle-Zélande met fin à une série de trois victoires consécutives au Championnat d'Océanie, compétition où Penney termine meilleur marqueur avec 23,6 points. Il capte également 6,5 rebonds et délivre 7 passes.
La Nouvelle-Zélande commence le Championnat du monde 2010 par deux défaites, face à la Lituanie, rencontre où Penney établit la meilleure performance individuelle du premier tour avec 37 points (9 sur 11 à 2 points, 1 sur 9 à 3 points et 16 sur 20 aux lancers) , puis l'Espagne. Les tal blacks remportent ensuite ses trois dernières rencontres de poule, face au Liban, le Canada puis la France. Lors de cette dernière rencontre, les Néo-zélandais l'emportent de douze points ce qui leur permet de terminer à la troisième place de la poule et d'affronter la Russie en huitièmes de finale. À titre individuel, Penney termine second au classement des marqueurs lors de ce premier tour avec 25,4 points. Il est devancé par l'Argentin Luis Scola qui présente une moyenne de 29 points.